# Грушевка (Алтайский край)
Грушевка — упразднённое село в Хабарском районе Алтайского края России. Располагалось на территории современного Свердловского сельсовета. Точная дата упразднения не установлена.

## География
Располагался в 3,5 километрах к северо-востоку от села Свердловское.

## История
Основано в 1907 году, в рамках заселения переселенческих участков на территории разных уездов Томской губернии 1897-1915гг. -  посёлок Грушевский (участок Дягилевский) Богословской волости Барнаульского уезда. Был рассчитан на 119 душ (по данным Государственного архива Томской области)  В 1928 году посёлок Грушевка состоял из 57 хозяйств. В составе Богословского сельсовета Знаменского района Славгородского округа Сибирского края.

## Население
В 1926 году в посёлке проживало 301 человек (155 мужчин и 146 женщин), основное население — украинцы.